# Liste der Monuments historiques in Chevry-en-Sereine
Die Liste der Monuments historiques in Chevry-en-Sereine führt die Monuments historiques in der französischen Gemeinde Chevry-en-Sereine auf.

## Liste der Bauwerke
| Bezeichnung                  | Beschreibung                       | Standort | Kennzeichnung | Schutzstatus   | Datum     | Bild           |
| ---------------------------- | ---------------------------------- | -------- | ------------- | -------------- | --------- | -------------- |
| Ehemalige Abtei Villechasson | Erbaut Anfang des 16. Jahrhunderts | (Lage)   | PA00086892    | Inscrit        | 1976      | weitere Bilder |
| Schloss                      |                                    | (Lage)   | PA00086893    | Classé Inscrit | 1966 1993 | weitere Bilder |
| Kirche St-Julien             |                                    | (Lage)   | PA00086894    | Classé         | 1990      | weitere Bilder |

## Liste der Objekte
Zum Verständnis siehe: Kirchenausstattung
- Monuments historiques (Objekte) in Chevry-en-Sereine in der Base Palissy des französischen Kultusministeriums